# R (banda)
"R" es un grupo de Pop-Rock-electrónico, procedentes de Venezuela.

## Historia
"R" se formó en Caracas en 1995, surgiendo de las cenizas del grupo "La Cacería De Hamlet", liderado por Axel Ávila y que en su breve existencia llegó a participar en la primera edición del "FESTIVAL NUEVAS BANDAS" en 1991. En 1996 se transladan a Europa instalándose alternantemente en Holanda y España. En 1998 en videoclip de "Demolido", realizado por Miriam Carcamo, recibe el primer premio en el "Octavo Festival de Videos del Sur de Holanda". En el 2000 graban en un directo en las "SESIONES SALVAJES DE RADIO 3" de Radio Nacional de España (Madrid). Desde finales del 2006 el grupo radica en Berlín.

## Miembros
- Axel Ávila- voz, guitarra, otros instrumentos
- Jorge López - guitarra
- Santos Neri - teclados
- Robinson  Zúñiga - bajo

### Miembros pasados
- Miguel Delgado - bajo, otros instrumentos (desde 1995 hasta 1995)
- Gloribel Hernández - teclados, voz, otros instrumentos (desde 1995 hasta 1998)
- Jesús Escribano - bajo (desde 1998 hasta 2001)
- Kaos - batería (desde 1999 hasta 2001)
- Patricia Ayuso - teclados, violín (desde 1998 hasta 2001)
- Jorge Cachorro - guitarra (desde 1999 hasta 2005)

## Discografía

### Álbumes
- Armagedon - 1995
- Recordable - 1998
- Grandes Fracasos - 2002
- Lagartos - 2005
- Agotado - 2010

### EP
- Kunt u mij een goede reiningingscréme aanbevelen? - 1999

### Sencillos
- Soy un barco - 1995
- Humillación - 1996
- Demolido - 1997
- Todos los carros son míos - 1998
- Dame un duro - 2000
- Sangre como sus labios - 2001
- Life in vain - 2002
- Dulce e inocente - 2005